# Apple S7
Apple S7は、Appleが設計した64ビットARMアーキテクチャのCPUを中心としたSiPである。

## 概要
S7は、Apple A13 Bionicプロセッサの2つの高効率CPUコアThunderと1つのGPUコア、第2世代のSecure Enclaveを搭載している。2021年9月14日に発表されたApple Watch Series 7に初めて搭載され、2023年1月18日に発表されたHomePod (第2世代)にも搭載されている。

## 搭載製品
- Apple Watch Series 7
- HomePod (第2世代)